# 로버트 코닐리어스
로버트 코닐리어스(영어: Robert Cornelius, 1809년 3월 1일~1893년 8월 10일)는 미국의 사진가이다. 그는 최초로 카메라나 휴대 전화로 자기 자신을 찍는 일명 셀프카메라를 찍었다.

## 같이 보기
- 루이 다게르
- 조제프 니세포르 니에프스